# Château Cantenac-Brown

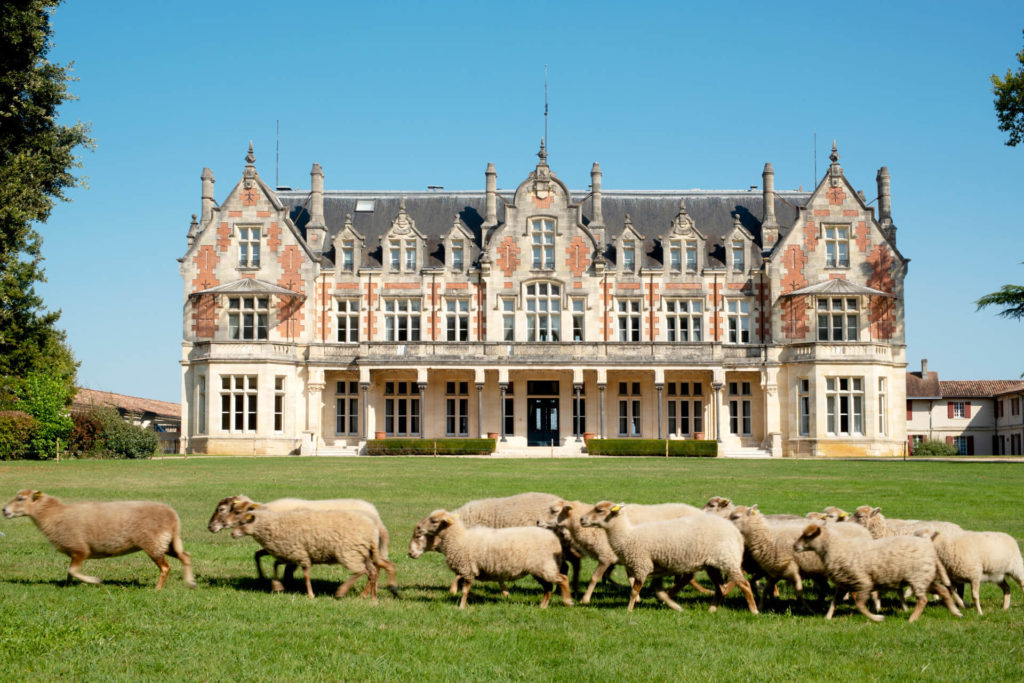
Château Cantenac Brown en 2020

El Château Cantenac Brown es una propiedad viticola de 60.5 hectáreas en la denominación Margaux
la región francesa de Burdeos.  El vino producido fue clasificado como uno de los catorce Troisièmes Grands Crus (Tercer Crecimiento) en la clasificación histórica oficial del vino de Burdeos en 1855.
El Château tiene una extensión de 148 acres o 60.5 plantadas con Cabernet Sauvignon, Merlot y Cabernet Franc. El Château produce un segundo vino llamado "BriO de Cantenac-Brown" y un vino blanco llamado "AltO de Cantenac Brown".

## Historia de la propiedad

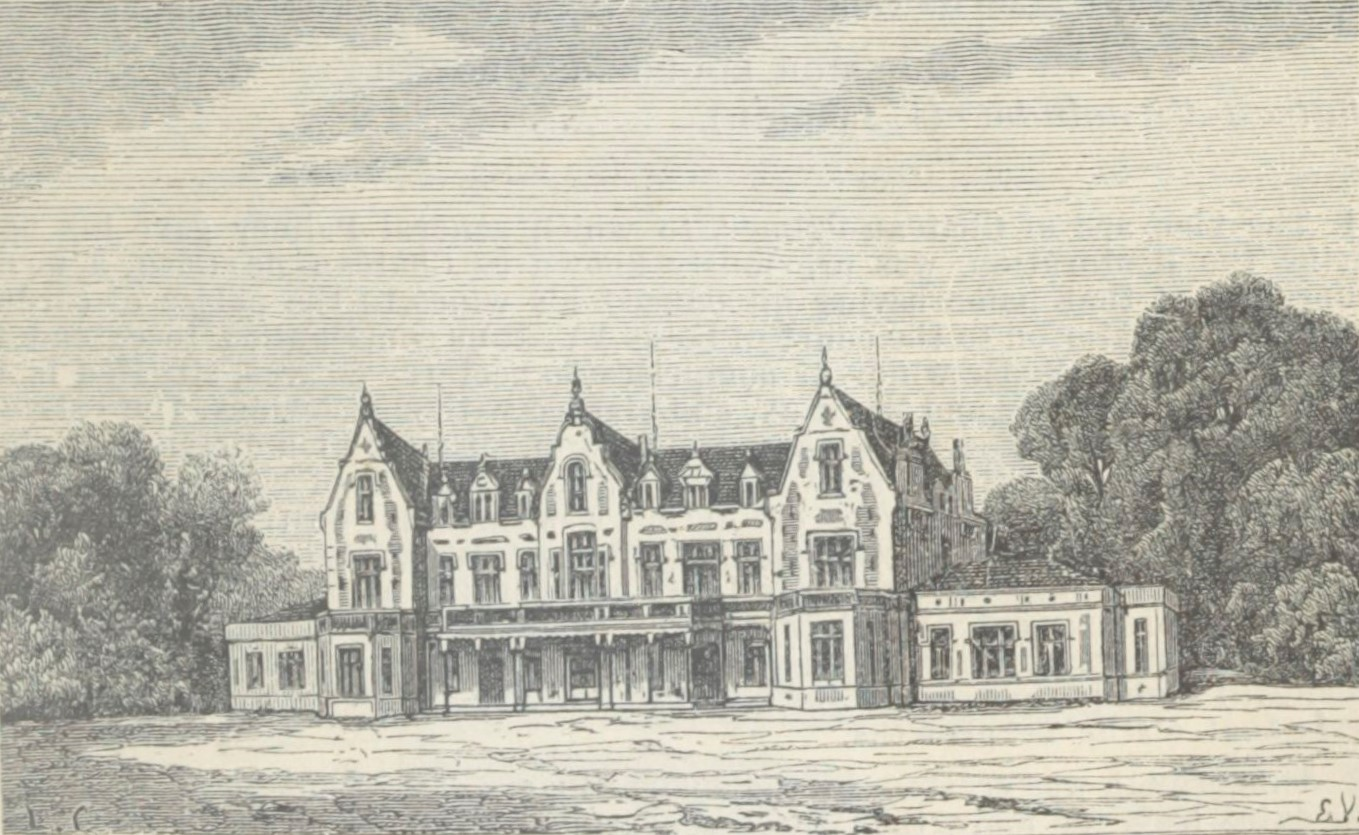
Château Cantenac Brown en 1898

A principios del siglo XIX, John Lewis Brown compró un viñedo y decidió construir un castillo de estilo Tudor porque le recordaba sus orígenes escoceses. Nombró a la propiedad con su nombre. Su nieto, el pintor John-Lewis Brown, vivió en el Château durante su infancia. Encontró la inspiración en su tierra, que representó y compartió con sus amigos Degas, Manet, Pissaro y Toulouse-Lautrec.
En 1843, el Sr. Gromard compró la finca y la vendió a Armand Lalande, un comerciante de vinos de Burdeos después de la clasificación de 1855. Lalande amplió el edificio y el viñedo.
Desde 2006, la familia Simon Halabi dio un nuevo impulso al Château Cantenac Brown para subirlo a una mejor categoría rodeándose de José Sanfins y su equipo.
El actual gestor, José Sanfins, está inextricablemente ligado a la historia moderna de la propiedad. Llegó a la propiedad como aprendiz en 1989 y se convirtió en gerente en 1998. José Sanfins creció en una isla del estuario de la Gironda y ha heredado el sentido del trabajo de la tierra y el respeto a la naturaleza.
A finales de 2019, Cantenac Brown cambia de manos y pasa bajo el control de la familia Le Lous, empresarios franceses. Tristan Le Lous, ingeniero agrónomo apasionado por la enología, representa a la familia y sigue participando en la gestión de la finca.

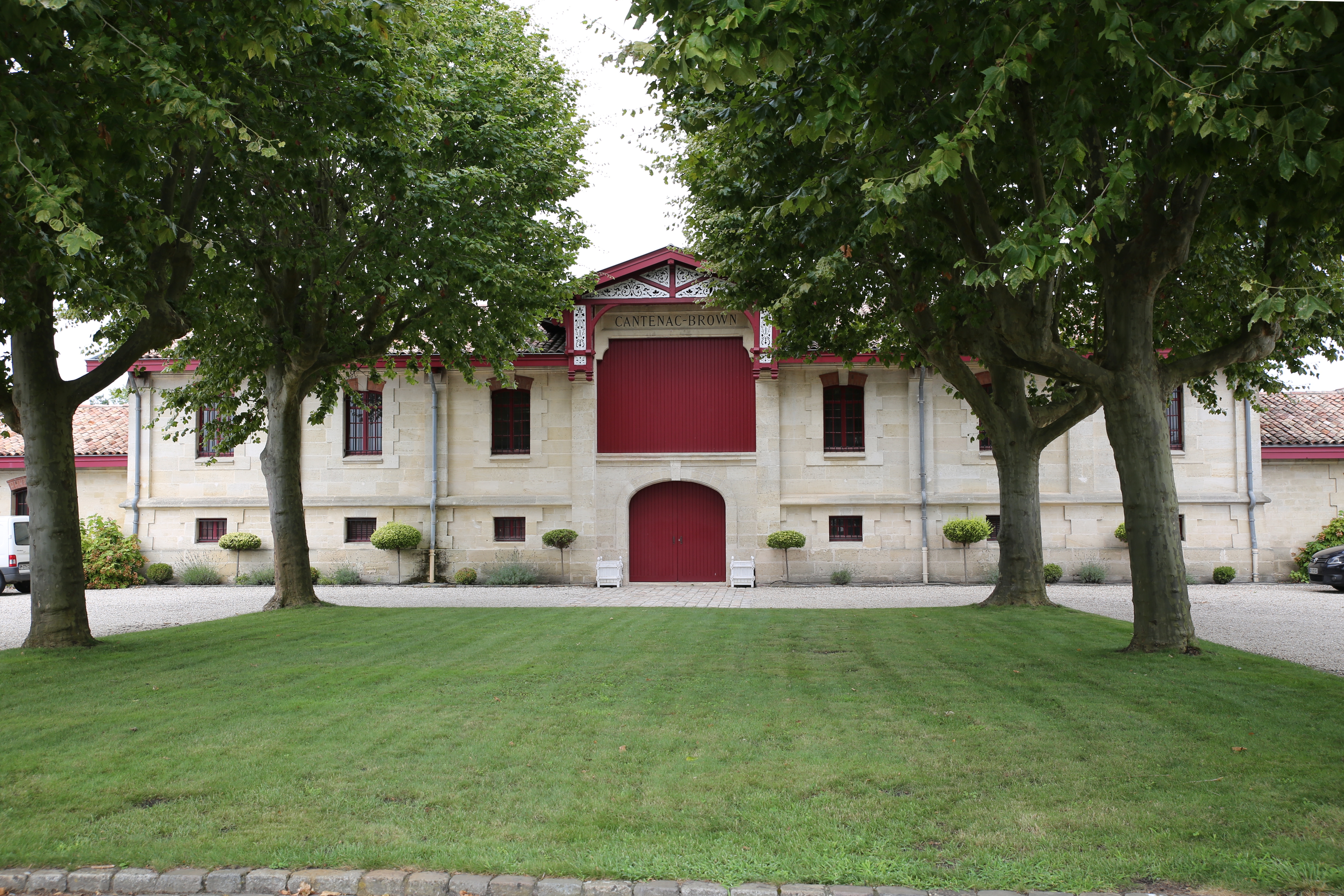
La bodega de Cantenac Brown en 2018

A principios de 2020 se anunció el proyecto de una bodega eco-responsable diseñada por el arquitecto Philippe Madec. La exigencia de calidad medioambiental se eleva a un alto nivel: el proyecto se realizará íntegramente con tierra cruda y madera maciza. Estos materiales, naturales y no tratados, procederán de la región de Aquitania y tienen como objetivo el carbono cero. Los muros de la bodega se construirán con la técnica del tapial : la tierra cruda se comprimirá directamente en el lugar para construir los muros. Esta técnica garantizará una inercia térmica y una higrometría óptima para la maduración del vino sin aire acondicionado. La sala de cubas estará formada por varias cubas pequeñas para permitir una mayor precisión durante el proceso de mezcla. El proyecto se integrará en el edificio existente para no alterar el carácter de la propiedad. La entrega de la bodega está prevista para la cosecha de 2023.

## Tierras
José Sanfins ha practicando una viticultura sostenible desde 1996, tratando de obtener el mayor provecho de las tierras del Château Cantenac Brown. Las viñas están situadas en un terreno pedregoso en el sur de la aldea ; un suelo de grava típico del Médoc.
El Château Cantenac Brown cuenta con 60.5 hectáreas de viñas de denominación Margaux, el viñedo se compone de 65 % de Cabernet Sauvignon, 5 % de Cabernet Franc y 30 % de Merlot.

## Vinos
El château produce tres vinos:
• Château Cantenac Brown, el Grand Vin de denominación Margaux, envejece en barricas de roble francés.
• BriO de Cantenac Brown, el segundo vino de denominación Margaux, envejece en barricas de roble francés.
• AltO de Cantenac Brown, el vino blanco de denominación Bordeaux, vinificado ubicado sobre un viñedo compuesto de 90 % Sauvignon Blanc y 10 % Semillón.